# Michelsberger Kultur
Koordinaten: 49° 5′ 16,4″ N, 8° 33′ 41,7″ O

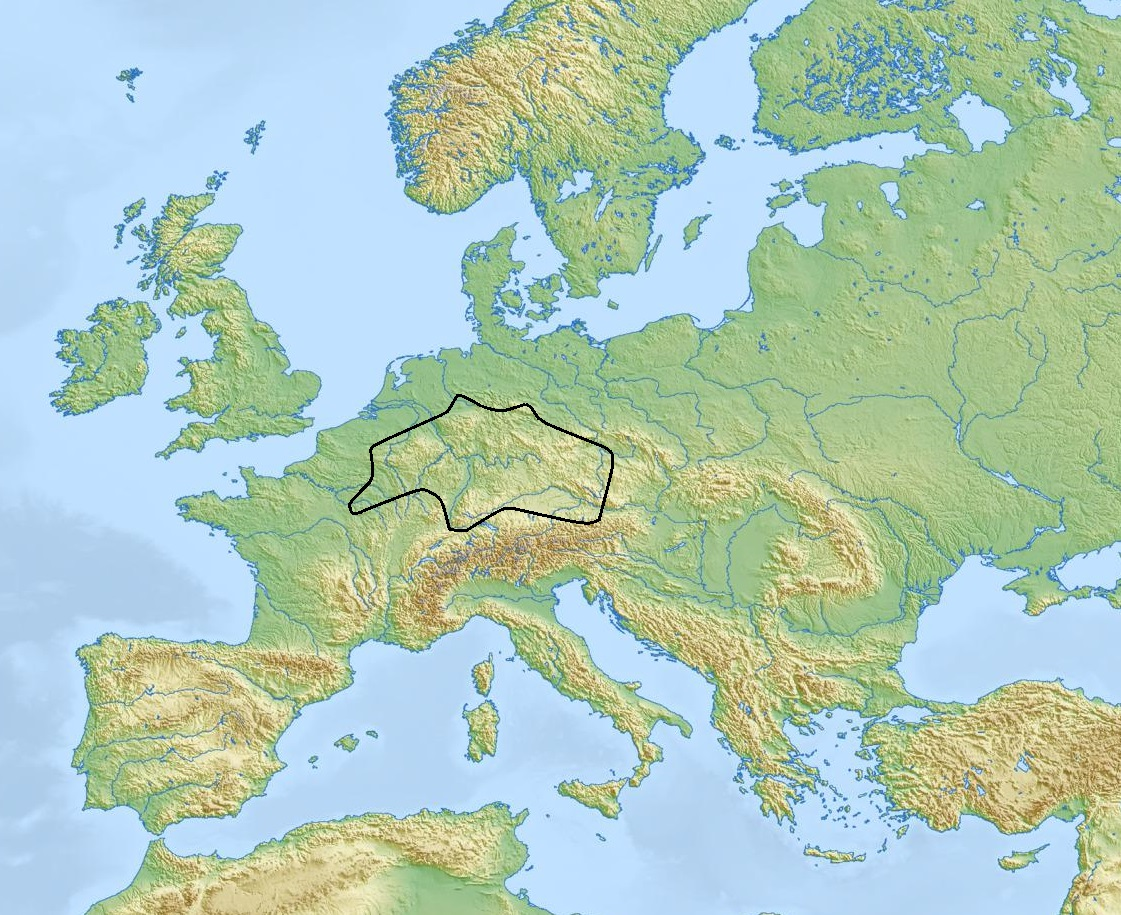
Ungefährer Verbreitungsraum der Michelsberger Kultur

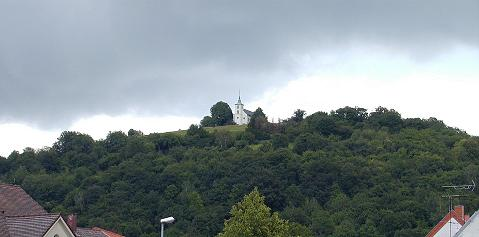
Michaelsberg (Michelsberg) heute

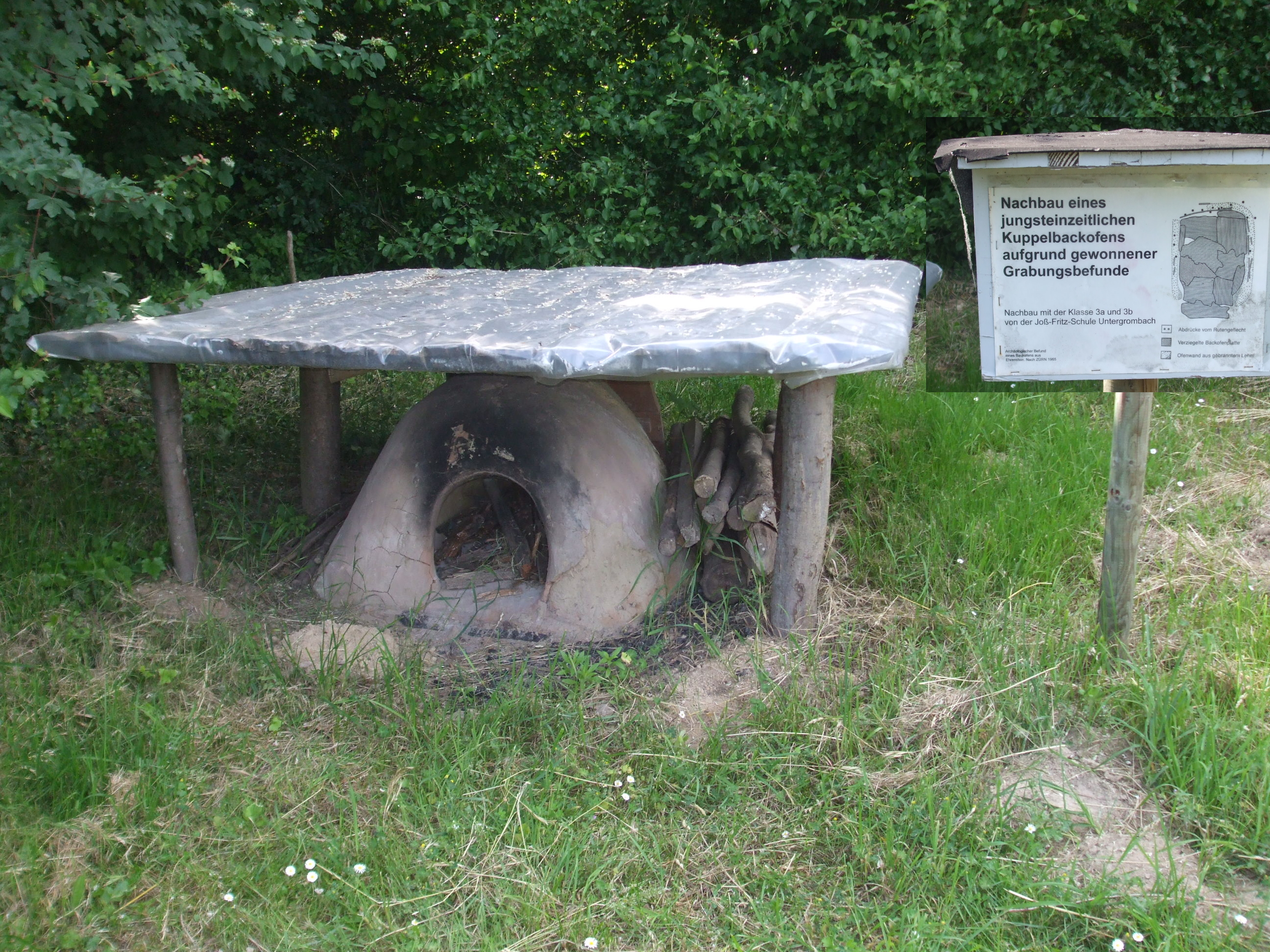
Nachbau eines Kuppelbackofens auf dem Michaelsberg – mit Abdeckung

Die Michelsberger Kultur (Kürzel MK) war eine neolithische (jungsteinzeitliche) Kultur in Mitteleuropa. Benannt ist sie nach dem archäologischen Fundort auf dem Michaelsberg bei Untergrombach in der Nähe der nordbadischen Stadt Bruchsal. Fundplätze und Funde der Michelsberger Kultur gibt es aus dem gesamten Abschnitt des Jungneolithikums mit Radiokohlenstoffdaten von etwa 4400 bis 3500 v. Chr.
Als Vorläuferkultur wird die Rössener Kultur angesehen. Der Michelsberger Kultur folgen die Trichterbecherkultur und die Wartberg-Kultur.
Die Michelsberger Kultur war als Flächenkultur von ihrem Ursprungsgebiet im Pariser Becken bis nach Süddeutschland verbreitet. Siedlungsschwerpunkte lagen in der Oberrheinischen Tiefebene, am Mittelrhein sowie im Kraichgau. Die südöstlichste Fundgruppe lag in Ostbayern nahe der Donau, wo es kulturelle Kontakte mit der zeitgleichen späten Münchshöfener Kultur gab. Die heute gültige Stufengliederung MK I-V wurde erstmals 1967 von Jens Lüning publiziert und stützt sich vor allem auf den stilistischen Wandel der Keramik.

## Der Michelsberg bei Untergrombach
Der eponyme Fundort, der „Michelsberg“ (eigentlich Michaelsberg) liegt rund vier Kilometer südlich von Bruchsal in der Gemarkung des Stadtteils Untergrombach. Der Berg erhebt sich am Rande des Kraichgaus mit einem Höhenunterschied von 160 m bei einer Höhe von 272,4 m über NN. Nach drei Seiten ist die Anhöhe durch steile Abhänge begrenzt und bietet so einen natürlichen Schutz. Die Namensverkürzung „Michelsberg“ wurde von Archäologen bereits in den frühen Publikationen um 1900 vorgenommen und seitdem beibehalten, während die amtliche topographische Bezeichnung bis heute Michaelsberg heißt.

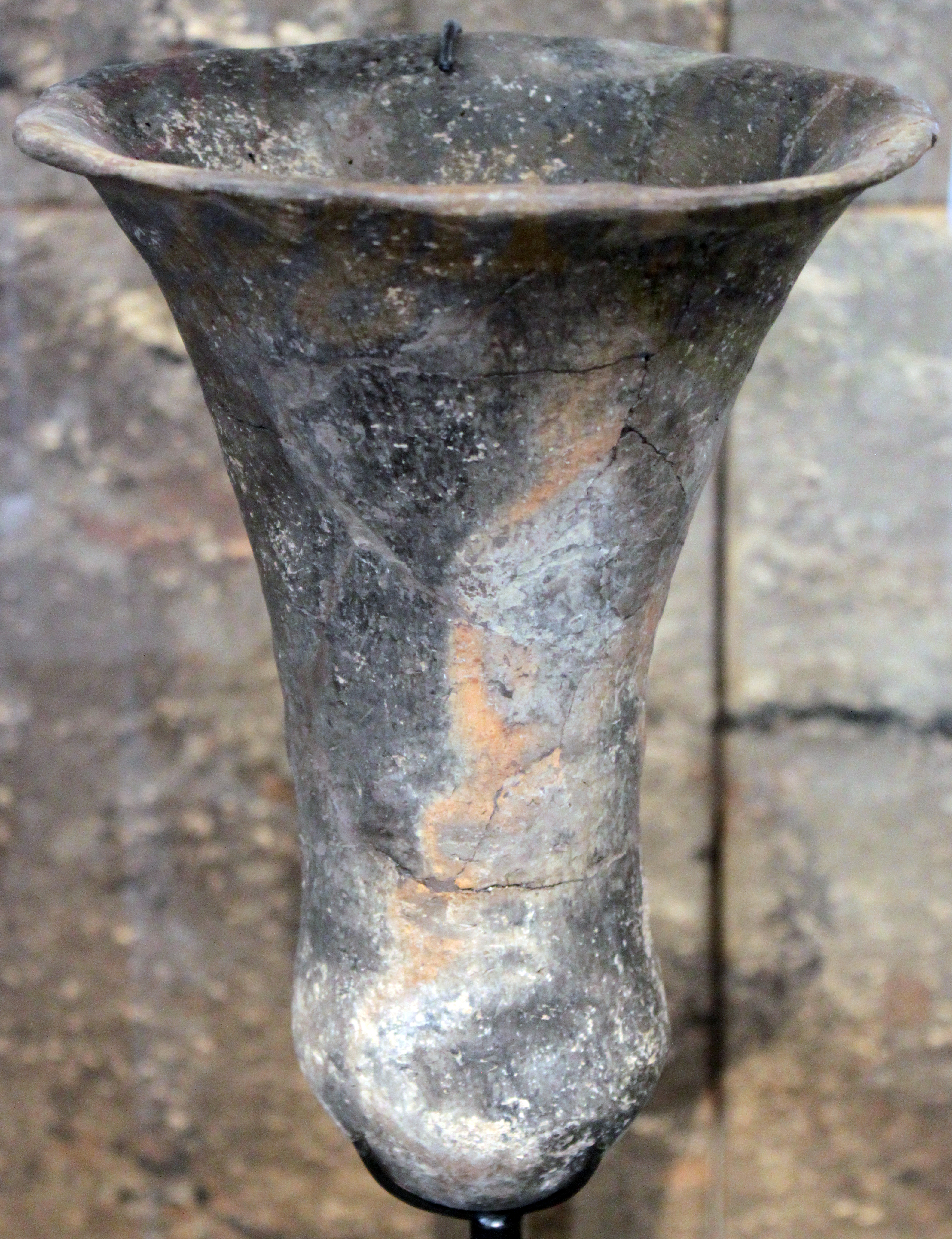
Tulpenbecher vom Michelsberg, Original, Landesmuseum Württemberg

Die ersten prähistorischen Funde wurden 1884 durch Karl August von Cohausen gemacht. Seit 1888 fanden erste Grabungen des Karlsruher Altertumsvereins statt, weitere Grabungen erfolgten 1897/98 durch Karl Schumacher. Auf einer Hochfläche auf einem Areal von 400 × 250 m Länge wurden bei der Anlage von Wegen die Reste einer Wallanlage entdeckt, die von einer jungsteinzeitlichen Ansiedlung stammten. Durch eine Flurbereinigung wurden zwischen 1950 und 1962 weitere Grabungen durchgeführt. Es handelt sich bei der Anlage um ein Erdwerk, das für die Michelsberger Kultur allgemein typisch ist. Im Innern der Anlage auf dem Michelsberg befanden sich mehr als 100 Siedlungsgruben. Die Bebauung bestand aus Holzbauten mit Lehmverputz. Im Osten der Anlage scheinen sich Teile eines Weges erhalten zu haben.
Es wurden keinerlei Zerstörungen der Anlage festgestellt. Es gab keine Befunde, die auf die gewaltsame Tötung von Menschen hindeuten, außerdem waren Reste von Vorräten vorhanden. Für das Ende der Anlage könnten Umwelteinflüsse verantwortlich sein. Als naheliegende Erklärung gilt eine lang andauernde Trockenheit. Durch die Klimaveränderung konnten die Felder nicht mehr bestellt werden, Mensch und Vieh mussten nach neuen Wasserquellen suchen. Allerdings ist in vorgeschichtlicher Zeit häufig eine Fluktuation der Siedlungen festzustellen, sodass die Aufgabe einer Siedlung auch Teil des wirtschaftlichen und sozialen Systems sein kann. Eine zeitliche Abfolge verschiedener Michelsberger Erdwerke scheint bei Bruchsal vorzuliegen.

## Siedlungen und Wirtschaftsweise
Großflächige Untersuchungen in Siedlungen fehlen bisher.
Erdwerke mit unterbrochenem Graben sind eine wichtige Fundgattung, sie enthalten meist Gruben und keine eindeutigen Siedlungsspuren. Zu nennen sind exemplarisch neben dem Michelsberg das Erdwerk von Ilsfeld, die Erdwerke von Urmitz, Wiesbaden-Schierstein, dem Kapellenberg am Rand des Taunus sowie die Erdwerke im Raum Bruchsal.
Der bisherigen Forschung nach gilt die MK als kupferablehnende Kultur, doch gibt es vereinzelt durchaus Belege für Kupferverarbeitung (Klingenberg).

## Bestattungen und Gräber
Gräber der Michelsberger Kultur sind im ganzen Verbreitungsgebiet selten. Anders als in der Bandkeramik und Rössener Kultur sind Gräberfelder nicht nachgewiesen. Überhaupt sind kaum Bestattungen archäologisch untersucht, so dass noch keine zuverlässigen Angaben zur Bestattungskultur gemacht werden können. Der 1992–1993 ausgegrabene Abri des Autours in Belgien erbrachte zwei Kollektivgräber. Gemäß der Grabbeigaben und der Radiokarbondatierungen BP (OxA-5838) bzw. BP (OxA-5837) gehört einer der Michelsberger Kultur an. 
Bei der Interpretation der Erdwerke der Michelsberger Kultur haben die Funde menschlicher Skelettreste schon immer eine große Rolle gespielt. Einzelne Knochen und Knochen im Verband finden sich häufig an den Grabenköpfen. Etwas Licht in die Bestattungssitten der Zeit brachten die Ausgrabungen der Siedlung Bruchsal-Aue. Hier wurden sechs Gräber mit je einem einzelnen Individuum und zwei Gräber mit mehreren aufgedeckt. Auffällig ist das Alter der Toten: Kinder bis zu sieben Jahren und Erwachsene über 50, was für die damalige Zeit sicher ein beachtliches Alter darstellt. Es fehlen somit alle jüngeren Erwachsenen. Ihre Körper sind nach dem Tode offensichtlich nicht in die Erde gebettet, sondern oberirdisch der Verwesung preisgegeben worden (Dekarnation). Vielleicht sind die Skelettteile aus den Gruben auf solche Vorgänge zurückzuführen. Das mag auch für einzelne Knochen aus den Füllungen der Gräben gelten. Ein Grab, bei dem um die Skelette von zwei Männern herum die mehrerer Kinder angeordnet waren, weist auf den besonderen Charakter dieser Grablegen hin. Sie führen eindeutig in den Bereich des Kultischen, dem wohl auch Deponierungen, das heißt Opferungen, in den Gräben zuzurechnen sind. Diese wurden vor allem in den Siedlungen Aue und Scheelkopf beobachtet. Hier wurden Gefäße – ehemals vielleicht mit Inhalt –, gut erhaltene Mahlsteine und Gehörne von Auerochsen niedergelegt. An letzteren ist zu beobachten, dass sie sorgfältig vom Schädel getrennt wurden, um sie unbeschädigt opfern zu können. Hierin zeigt sich die besondere Bedeutung, die die Tierart nicht nur als Jagdwild hatte.
In Erdwerken und Siedlungen wurden einige wenige Bestattungen entdeckt. Dabei fanden sich die Skelette von Kindern mit angezogenen Beinen unter anderem in kesselförmigen Gruben. Als Grabbeigaben waren Töpfe und Becher beigelegt. In anderen Fällen wurden in den Gruben von Erdwerken einzelne Skelettreste, wie Schädel und Gliederknochen, entdeckt. Möglicherweise war die Sitte von Sekundärbestattungen verbreitet.
In der Blätterhöhle bei Hagen (Westfalen) wurden 2004 die Skelettreste von mehreren Menschen aus der Mittelsteinzeit und Jungsteinzeit entdeckt. Nach 14C-Daten an den Universitäten in Kiel und Oxford sind die jungsteinzeitlichen Skelettreste in die späte Michelsberger Kultur um 3.600 v. Chr. zu stellen. Unter den zahlreichen Überresten befinden sich die von Frauen, Männern und Kindern. Das Skelett einer 17- bis 22-jährigen Frau ist relativ vollständig.
In Rosheim, im Dép. Bas-Rhin Frankreich wurden jungneolithische Gruben entdeckt. In einer befand sich das Skelett einer erwachsenen Frau in Rückenlage. Es lag an der westlichen Grubenwand 60 cm über der Sohle und 30 cm unter der Oberfläche in einer Verfüllung. Die stark angezogen und nach rechts gewendeten Beine lehnten an einem Mahlstein. An der Wand befand sich eine Lage aus Lehmbrocken, die unterhalb des Skelettes besonders dicht war und ein Anzeichen für eine „sorgfältige“ Leichenbehandlung sein könnten. Die Füllung war mit Scherben, Knochen und Sandsteinfragmenten durchsetzt. Die Frau war durch einen Schlag mit einem stumpfen Gegenstand auf den Schädel getötet worden.

## Fundgut
Charakteristisch für die Keramik der Michelsberger Kultur sind spitzbodige, unverzierte Tulpenbecher, Schöpfgefäße (Lederstil) sowie die sogenannten Backteller. Funde wie Gerste und Emmer bestätigen den Ackerbau. Von Tierhaltung zeugen Knochen von Rindern, Schweinen, Schafen und Ziegen. Auch Hundeknochen wurden gefunden. Knochen von Hirschen und Füchsen bezeugen die Jagd.

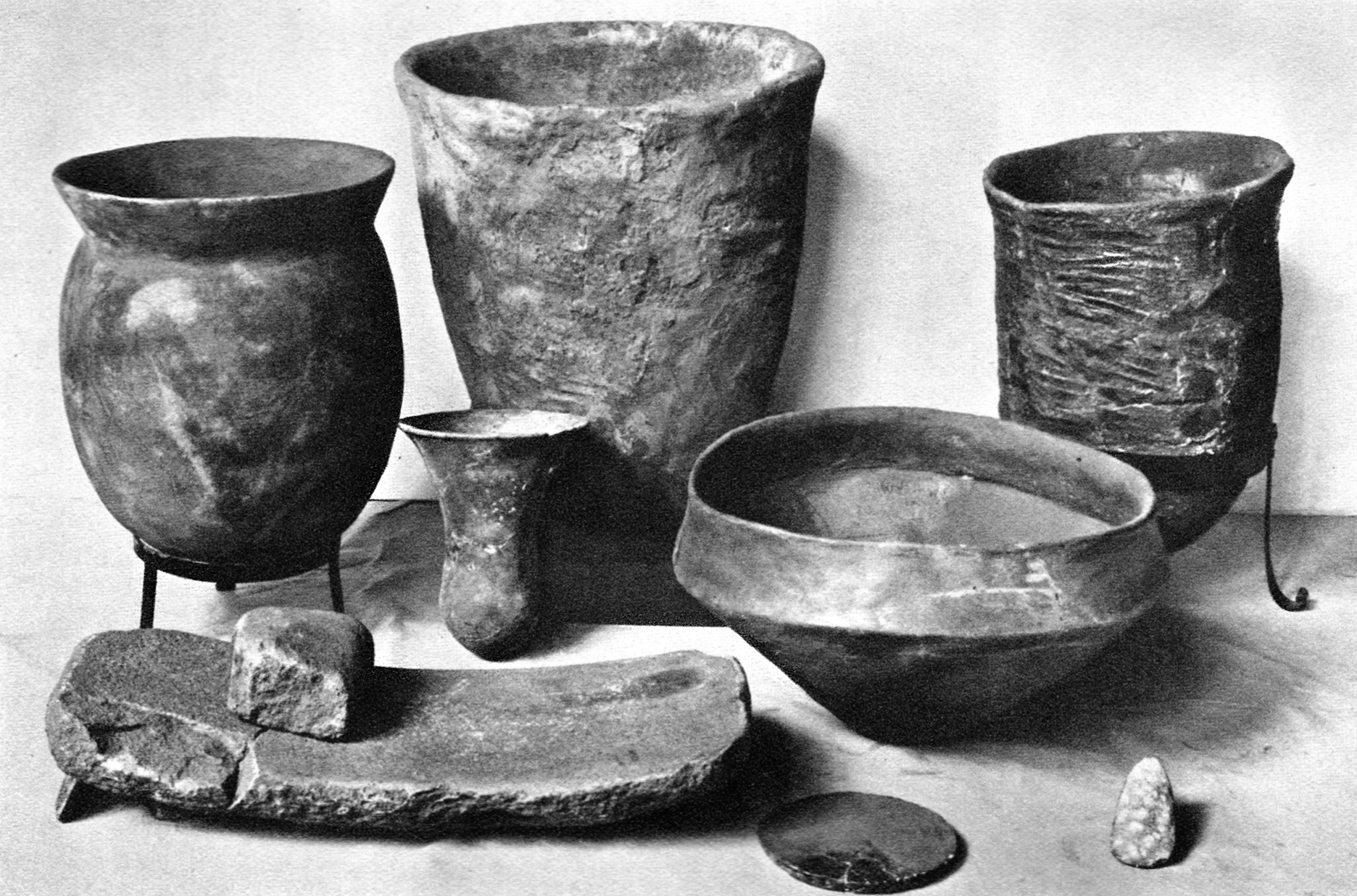
Gefäße und Mahlstein der Michelsberger Kultur aus einem Grab bei Hoheneck, Landesmuseum Württemberg, Fundjahr 1936

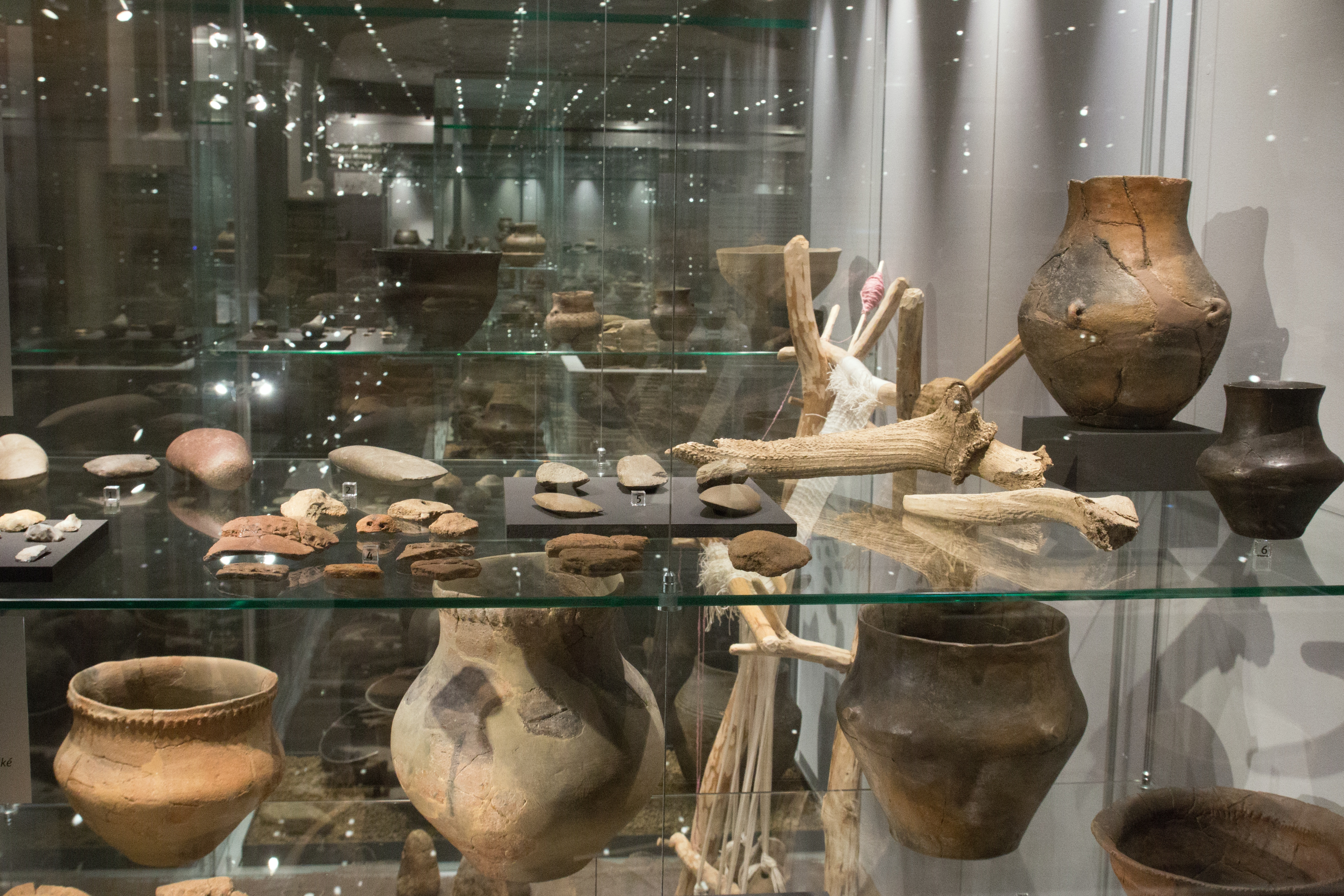
Keramik und Werkzeuge der Michelsberg-Kultur (im oberen Regal). Westböhmisches Museum in Pilsen, Západočeské muzeum v Plzni

## Wichtige Fundorte
- Bruchsal „Aue“[11]
- Hofheim
- Ilsfeld
- Klingenberg
- Obereisesheim
- Urmitz
- Venusberg (Bonn)

## Nebeneinander mesolithischer und spätneolithischer Gruppen; exemplarische Untersuchung aus der Blätterhöhle
Das Nebeneinander von Menschen mit unterschiedlichen Subsistenzstrategien und autochthonen Kulturentwicklungen begann mit dem Einwandern erster neolithischer (LBK) oder protoneolithischer (La-Hoguette-Gruppe) Gruppen in den Lebensraum mittelsteinzeitlicher (mesolithischer) Jäger und Sammler. Exemplarisch lassen sich diese Veränderungen, hier spätneolithischer Gruppen, so der Michelsberger Kultur, aus der Fundsituation in der Blätterhöhle im Rahmen der genetischen Untersuchung („aDNA“) an frühmesolithischen und jung- bis spätneolithischen menschlichen Skelettresten und der Methode der Stabilisotopenanalyse zur Ernährungsrekonstruktion darlegen. Die Probenentnahme erfolgte ausschließlich an den bereits durch Accelerator mass spectrometry (AMS) datierten Skelettfunden.
Die „aDNA“-Untersuchungen wiederum erfolgten mittels Polymerase-Kettenreaktion und durch Next generation sequencing (NCG). Als Ergebnis zeigte sich die für Altsteinzeit und Mittelsteinzeit typische mitteleuropäische mitochondriale DNA (mtDNA) Haplogruppenkonstellation aus der Haplogruppe U für die mesolithischen Proben der Blätterhöhle bei Hagen (Westfalen).
Die neolithischen Proben, insgesamt 18, zeigten hingegen ein komplexeres Bild. Fast zwei Drittel, 12 Proben, belegen den Haplotyp U5, sechs Proben wiesen den Haplotyp H und eine Probe den Haplotyp J nach. Eine zeitliche Zuordnung der Proben ergab für den Haplotyp U zwischen 3900 und 3450 cal BC, der Haplotypus H und J zwischen 3700 und 3300 cal BC. Orschiedt et al. interpretieren die Ergebnisse dahingehend, dass die neolithische Bevölkerung sich in einem gewissen Grad mit der mesolithischen Bevölkerung mischte. Anhand der mtDNA lässt sich folgern, dass Frauen aus Jäger- und Sammlergruppen in den sesshaften neolithischen Gemeinschaften Sexualpartner fanden, während dies bei Männern wesentlich seltener vorkam.
Umgekehrt scheinen sich auch Frauen aus den sesshaften Populationen nicht den mobilen Gruppen angeschlossen zu haben.
Die Skelettreste von mehreren Menschen, die in der Blätterhöhle gefunden wurden, werden spätneolithischen Gruppen wie der Michelsberger Kultur zugeordnet.